# Цистамин
Цистамин (Цистамина дигидрохлорид; Cystaminum dihydrochloricum, лат. Cystamini dihydrochloridum, Cystamin) — вещество-радиопротектор, ослабляет негативное воздействие ионизирующего излучения на организм. Образуется при окислении аминотиолов. Впервые синтезирован немецким химиком Габриэлем Зигмундом в 1889 г.. Радиозащитное действие цистамина обнаружено в 1951 г. Цистамин плохо растворим в воде, хорошо — в спирте, бензоле и других органических растворителях. Проявляет свойства основания, образует соли, из которых наиболее часто используется дигидрохлорид. Дигидрохлорид цистамина — белый кристаллический порошок, гигроскопичен, легко растворим в воде, трудно растворим в спирте.

## Действие
Цистамин относится к группе аминотиолов. Первым представителем этой группы был меркамин (син. Becaptan, Cysteamine, Mercaptamonum), являющийся β-меркаптоэтиламином (HS—CH2—CH2—NH2). Молекула цистамина может рассматриваться как удвоенная молекула меркамина, где сульфгидрильные группы (SH) заменены дисульфидной связью (—S—S—).
Радиозащитное действие основано на способности связывать свободные радикалы, ионизированные и возбуждённые молекулы, образующиеся в тканях при облучении, а также на способности препарата взаимодействовать с некоторыми ферментами и придавать им устойчивость по отношению к ионизирующему излучению. Не предупреждает и не устраняет уже развившуюся лучевую лейкопению. В медицине применяется в виде дигидрохлорида.
Фактор уменьшения дозы цистамина составляет от 1,5 до 1,8.

## Применение
Применяют для профилактики вредного воздействия облучения, в том числе для предупреждения осложнений при радиотерапии.
После приема внутрь препарат быстро и полностью всасывается. Хорошо проникает в различные органы и ткани. Выводится преимущественно почками.
Эффект развивается через 10-30 мин после приёма и продолжается около 5 ч.
Назначают за 1 ч до облучения. Суточная доза составляет 200—800 мг, в зависимости от интенсивности и длительности предполагаемого облучения.
Эффективен при угрозе острого облучения в дозе, вызывающей костномозговую форму острой лучевой болезни.

## Противопоказания
Гиперчувствительность, острые заболевания ЖКТ, острая сердечно-сосудистая недостаточность, артериальная гипотензия, печеночная недостаточность.
Цистамин усиливает действие гипотензивных лекарственных средств.

## Побочные эффекты
Чувство жжения в пищеводе, тошнота, гастралгия, снижение АД, аллергические реакции.

## Передозировка
При передозировке развивается системная гипоксия органов и тканей, что может привести к необратимым изменениям в органах, чувствительных к дефициту кислорода (сердце и головной мозг).